# Cotter Dam
Cotter Dam är en dammbyggnad i Australien. Den ligger i territoriet Australian Capital Territory, i den sydöstra delen av landet, omkring 18 kilometer väster om huvudstaden Canberra. Cotter Dam ligger 506 meter över havet.
Trakten runt Cotter Dam är nära nog obefolkad, med mindre än två invånare per kvadratkilometer.. Närmaste större samhälle är Canberra, omkring 18 kilometer öster om Cotter Dam. 
I omgivningarna runt Cotter Dam växer huvudsakligen savannskog. Genomsnittlig årsnederbörd är 1 197 millimeter. Den regnigaste månaden är februari, med i genomsnitt 188 mm nederbörd, och den torraste är oktober, med 72 mm nederbörd.